# Dramaturge de production
Le dramaturge de production planifie la saison théâtrale et définit ou participe à la cohérence de la ligne artistique et à la lisibilité de la programmation. Le dramaturge de production a aussi pour fonction d'accompagner le metteur en scène dans son activité créatrice sans se substituer à lui.
Contrairement au dramaturge auteur qui se concentre sur l'écriture de pièces, le dramaturge de production intervient en tant que conseiller artistique et un garant de la ligne directrice d'une institution ou d'une production théâtrale.